# جيمس وير
جيمس وير (بالإنجليزية: James Weir) (4 أغسطس 1995 ببرستون في المملكة المتحدة - ) هو لاعب كرة قدم بريطاني في مركز الوسط. شارك مع منتخب إنجلترا تحت 18 سنة لكرة القدم ومنتخب إنجلترا تحت 19 سنة لكرة القدم. أما مع النوادي، فقد لعب مع مانشستر يونايتد.

## وصلات خارجية
- جيمس وير على موقع قاعدة بيانات كرة القدم.إي يو (الإنجليزية)
- جيمس وير على موقع Soccerbase.com (لاعب) (الإنجليزية)
- جيمس وير على موقع Soccerway.com (الإنجليزية)
- جيمس وير على موقع عالم كرة القدم.نت (الإنجليزية)
- جيمس وير على موقع AS.com (الإسبانية)

{{شريط تصفح تشكيلة فريق كرة قدم
|الاسم=
|اسم الفريق= نادي بودابست
|القائمة=
- 1 Patrik Demjén [الإنجليزية]‏
- 2 Benedek Varju [الإنجليزية]‏
- 3 János Szépe [الإنجليزية]‏
- 4 Ilia Beriashvili [الإنجليزية]‏
- 5 Roland Lehoczky [الإنجليزية]‏
- 6 كاتا ()
- 7 Ádin Molnár [الإنجليزية]‏

{{لاعب تشكيلة فريق كرة قدم|الرقم=8|الاسم=H. Németh
- 9 R. Molnár
- 10 بوغنار
- 11 جورينا
- 12 Bene

{{لاعب تشكيلة فريق كرة قدم|الرقم=14|الاسم=A. Horváth
- 15 Széles
- 16 Törőcsik
- 17 Róbert Polievka [الإنجليزية]‏

{{لاعب تشكيلة فريق كرة قدم|الرقم=18|الاسم=نيميت
{{لاعب تشكيلة فريق كرة قدم|الرقم=20|الاسم=M. Kovács
- 21 Átrok
- 22 Zsombor Bévárdi [الإنجليزية]‏
- 23 Jakub Plšek [الإنجليزية]‏
- 24 Fadgyas
- 25 كادار

{{لاعب تشكيلة فريق كرة قدم|الرقم=27|الاسم=P. Kovács
- 28 Szűcs
- 29 Balázs
- Vitályos
- مدرب: Dávid Horváth (footballer) [الإنجليزية]‏